# Río de Oro (Melilla)
Le Río de Oro (rivière de l'Or) est un fleuve côtier qui coule au nord-est du Maroc, qui a son embouchure en Mer Méditerranée au port de l'exclave espagnole de Melilla, au nord du Maroc.

## Galerie

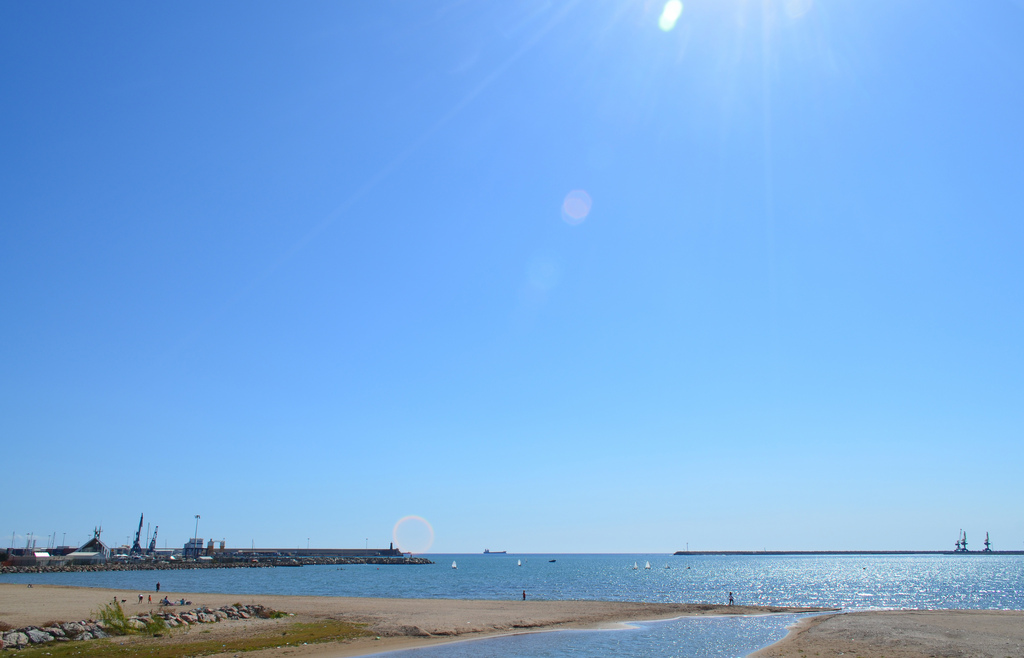
Embouchure du Río de Oro à Melilla
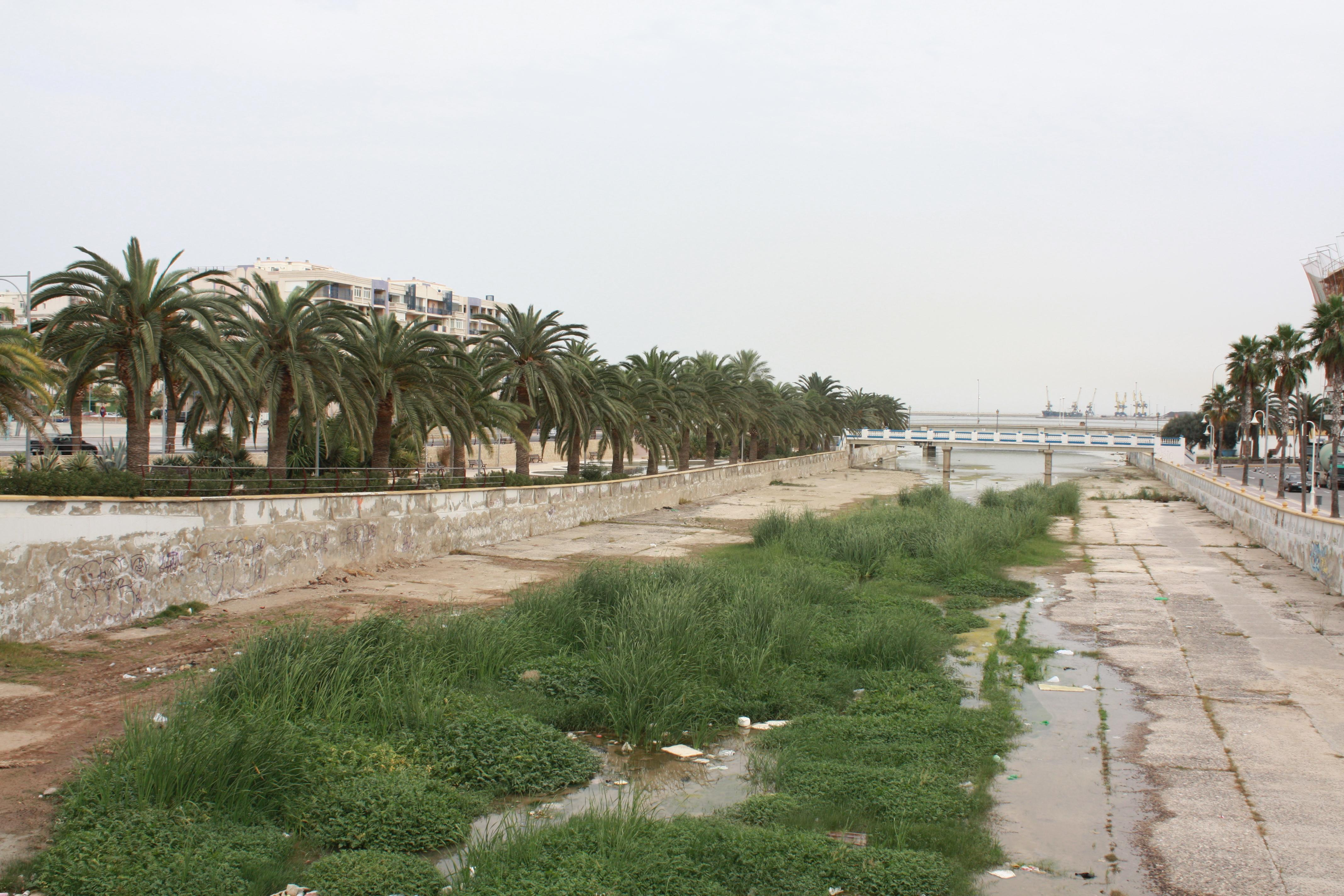
Palmeraies à l'embouchure
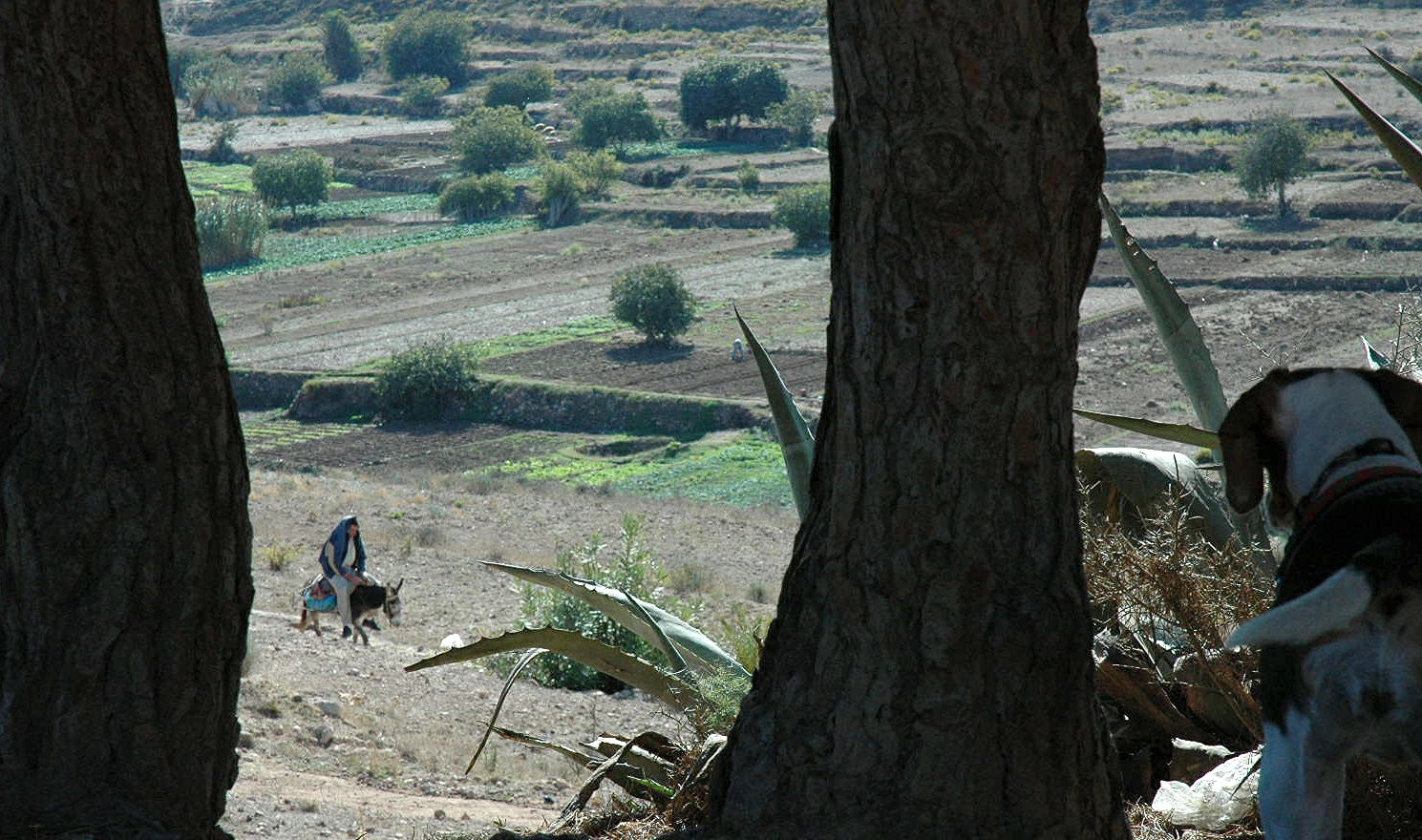
La vallée du Río de Oro